# Asplenium teratophylloides
Asplenium teratophylloides är en svartbräkenväxtart som beskrevs av Cornelis Rugier Willem Karel van Alderwerelt van Rosenburgh. Asplenium teratophylloides ingår i släktet Asplenium och familjen Aspleniaceae. Inga underarter finns listade.